# Saint-Léger-de-Linières
Saint-Léger-de-Linières es una comuna nueva francesa situada en el departamento de Maine y Loira, de la región de Países del Loira.

## Historia
Fue creada el 1 de enero de 2019, en aplicación de una resolución del prefecto de Maine y Loira de 20 de septiembre de 2018 con la unión de las comunas de Saint-Jean-de-Linières y Saint-Léger-des-Bois, pasando a estar el ayuntamiento en la antigua comuna de Saint-Léger-des-Bois.

## Demografía
Según los datos aportados en la resolución del prefecto de Maine y Loira, la comuna se crea con 3550 habitantes.

## Composición
| Comuna fusionada       | Código INSEE | Población (2016) | Superficie (km²) | Densidad (hab./km²) |
| ---------------------- | ------------ | ---------------- | ---------------- | ------------------- |
| Saint-Jean-de-Linières | 49289        | 1822             | 8.66             | 210                 |
| Saint-Léger-des-Bois   | 49298        | 1707             | 15.42            | 111                 |